# Ulrich Bubenheimer
Ulrich Bubenheimer (* 30. September 1942 in Budapest) ist ein deutscher Theologe, Kirchenhistoriker und Hochschullehrer.

## Leben und Wirken
Nach dem Schulbesuch in Kirchberg/Jagst, Crailsheim, Schöntal und Urach legte er 1962 am Evangelisch-theologischen Seminar in Urach die Reifeprüfung ab. Von 1962 bis 1967 studierte er Evangelische Theologie an den Universitäten Tübingen und Göttingen. Nach der ersten theologischen Dienstprüfung und dem Vikariat (1967–1968) studierte er von 1968 bis 1970 Historische Hilfswissenschaften und Rechtsgeschichte an der Universität Tübingen und arbeitete als wissenschaftliche Hilfskraft am dortigen Institut für Spätmittelalter und Reformation bzw. als wissenschaftlicher Angestellter bei der Kommission zur Herausgabe der Werke Martin Luthers (1968–1969). Bis 1973 war er wissenschaftlicher Assistent an der Evangelisch-theologischen Fakultät der Universität Tübingen. In diese Zeit fiel die Promotion zum Dr. theol. bei Heiko A. Oberman und die zweite theologische Dienstprüfung. Von 1973 bis 1974 war Bubenheimer wissenschaftlicher Assistent an der Universität Wuppertal (Fachgebiet Religionspädagogik). Von 1973 bis 1987 lehrte er Evangelische Theologie und Religionspädagogik an der Pädagogischen Hochschule Reutlingen (seit 1978 als Professor), von 1987 bis 2009 an der Pädagogischen Hochschule Heidelberg. Von 2014 bis 2018 arbeitete er an der Karlstadt-Edition mit (Universität Göttingen).
Im Mittelpunkt der Forschungen von Ulrich Bubenheimer steht die Reformationsgeschichte, vor allem die Beschäftigung mit den Theologen Thomas Müntzer und Andreas Bodenstein von Karlstadt.

## Schriften (Auswahl)
- Consonantia theologiae et iurisprudentiae. Andreas Bodenstein von Karlstadt als Theologe und Jurist zwischen Scholastik und Reformation (= Ius ecclesiasticum, Bd. 24). Mohr, Tübingen 1971, ISBN 3-16-138722-8 (= Dissertation Universität Tübingen).
- (zus. mit Dieter Strecker): Religionspädagogik und Spielpädagogik in der Grundschule. Frankonius-Verlag, Limburg 1979, ISBN 3-87962-055-5.
- Gelassenheit und Ablösung. Eine psychohistorische Studie über Andreas Bodenstein von Karlstadt und seinen Konflikt mit Martin Luther (= Beiträge zur Geschichte der Stadt Karlstadt und des Umlandes, Bd. 4). Volkshochschule Karlstadt 1981.
- Thomas Müntzer. Herkunft und Bildung (= Studies in medieval and reformation thought, Bd. 46). Brill, Leiden 1989, ISBN 90-04-08850-4.
- Wilhelm Schickard im Kontext einer religiösen Subkultur. In: Friedrich Seck (Hrsg.): Zum 400. Geburtstag von Wilhelm Schickard (= Contubernium, Bd. 41). Thorbecke, Sigmaringen 1995, S. 67–92, ISBN 978-3-515-08019-4.
- (als Mithrsg.): Hochschullehre und Religion. Perspektiven verschiedener Fachdisziplinen. Verlag Religion & Kultur, Würzburg 2000, ISBN 3-933891-06-X.
- (als Mithrsg.): Querdenker der Reformation. Andreas Bodenstein von Karlstadt und seine frühe Wirkung. Religion-und-Kultur-Verlag, Würzburg 2001, ISBN 3-933891-07-8.
- Thomas Müntzer und Wittenberg (= Veröffentlichungen der Thomas-Müntzer-Gesellschaft, Bd. 20). Mühlhausen 2014, ISBN 978-3-935547-59-8.
- (zus. mit Ulman Weiß): Schätze der Luther-Bibliothek auf der Wartburg. Studien zu Drucken und Handschriften. Schnell & Steiner, Würzburg 2016, ISBN 978-3-7954-3135-8.
- (als Hrsg.): Kritische Gesamtausgabe der Schriften und Briefe Andreas Bodensteins von Karlstadt. Teilband 1 (1507–1517), Teilband 2 (1518), Band 2 und 3 (Briefe und Schriften 1519 und 1520). Gütersloher Verlagshaus, Gütersloh 2017–2020.
- Wittenberg 1517-1522. Diskussions-, Aktionsgemeinschaft und Stadtreformation. Hrsg. von Thomas Kaufmann u. Alejandro Zorzin (= Spätmittelalter, Humanismus, Reformation, Bd. 134). Mohr Siebeck, Tübingen 2023, ISBN 978-3-16-161981-6 (Bibliographie Ulrich Bubenheimer S. 395–402).